# Brontornis
Brontornis es un género extinto de aves no voladoras gigantes y depredadoras que vivían en la Patagonia. La única especie actualmente aceptada como válida es B. burmeisteri, ha sido tradicionalmente incluida en la familia Phorusrhacidae ("aves del terror") por su gran tamaño y estilo de vida depredadora, y más precisamente en la subfamilia Brontornithinae, que contenía formas muy grandes y corpulentas.
Se conoce a partir de huesos, principalmente de las patas y los pies, pero también por algunas piezas de cráneo y columna vertebral, que se encuentra en varias localidades de la provincia de Santa Cruz.

## Características

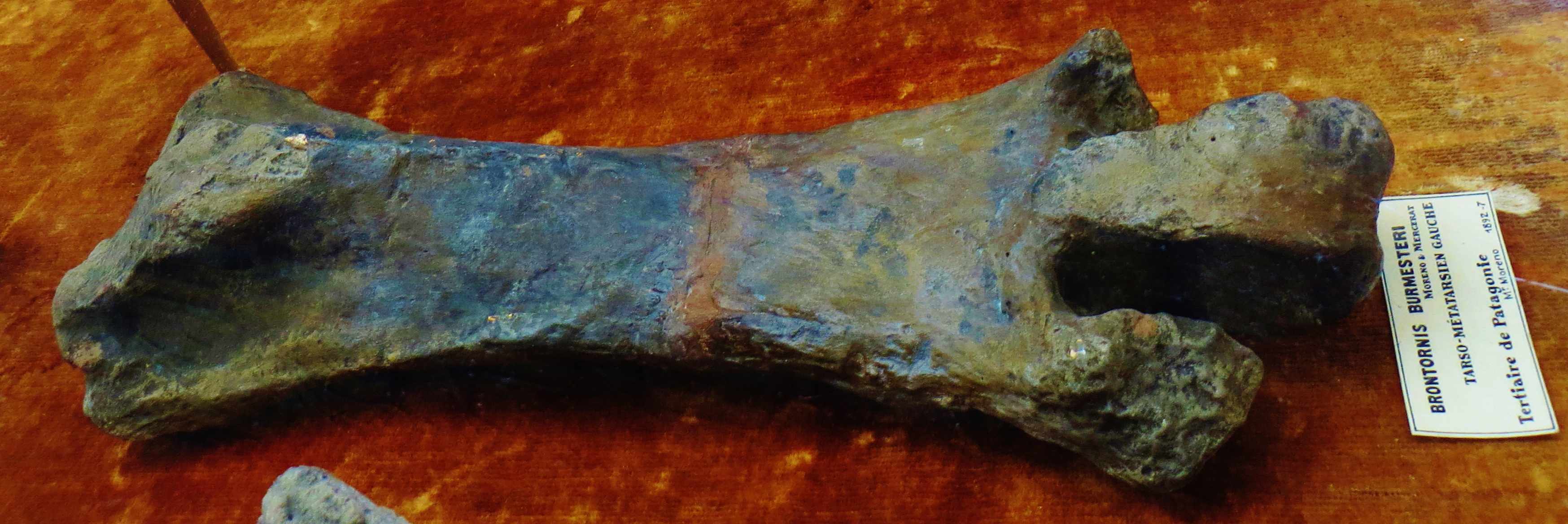
Tarsometatarso.

B. burmeisteri fue la especie más grande de su grupo, con una altura de alrededor de 2,80 metros y un peso estimado de 350-400 kg, por lo que es el tercera ave más pesada según los conocimientos actuales (después de Aepyornis maximus y Dromornis stirtoni), y los depredadores terrestres más grandes de su tiempo y lugar. Debido a su volumen, es probable que tuviera un estilo de vida entre un depredador de emboscada y uno que perseguía activamente la presa, saltando sobre ella y derribándola por la fuerza de ataque después de una corta persecución.
Era el carnívoro dominante de la Patagonia durante el Mioceno, siendo capaz de matar incluso a grandes animales como el mamífero similar al elefante Astrapotherium y el depredador Thylacosmilus (un marsupial con dientes de sable). Convivió con algunos forusrácidos más pequeños y activos como Phorusrhacos; pero aparentemente se extinguió antes de la aparición del inmenso Argentavis, la mayor ave voladora de la que se tiene constancia.

## Clasificación
Algunos estudios recientes han puesto en cuestión la idea de que Brontornis sea un forusrácido; de acuerdo con esta investigación, parece ser realmente un anseriforme. Los otros géneros tradicionalmente asignados a la subfamilia Brontornithinae (Physornis y Paraphysornis) aparentemente son verdaderos forusrácidos, por lo que se propuso que la subfamilia que los abarca a ambos debería ser renombrada como Physornithinae, con Physornis fortis como especie tipo. Si esto es válido, significaría que hubo tres grupos de anseriformes basales gigantes, en un orden de divergencia cronológico empezando con los gastornítidos (parientes de Gastornis), luego Brontornis y finalmente los dromornítidos (parientes de Dromornis) de Australia. 
No obstante, un análisis posterior interpreta que los rasgos de Brontornis son adaptaciones para sostener su gran peso, a la vez que exhibe vértebras torácicas diagnósticas de los forusrácidos, reafirmando su pertenencia a este grupo.

## Sinonimia
Hay varios sinónimos de la especie y el género:
- Rostrornis floweri Moreno & Mercerat, 1891
- Brontornis platyonyx Ameghino, 1895

Posiblemente, los fósiles descritos como B. platyonyx representan a otra especie; son cerca de un tercio más pequeños que los mayores huesos de Brontornis. Sin embargo, también es probable que representen el dimorfismo sexual de la especie. En aves de presa como los halcones y búhos, las hembras son por lo general considerablemente mayores que los machos; esto evita la sobreexplotación de una sola clase de presa. No se sabe si los machos y hembras de los forusrácidos exhibían esta clase de dimorfismo, o cual sexo sería el más grande, pero los fósiles del forusrácido de Norteamérica Titanis también muestran una considerable variación en el tamaño, lo que sugiere que ciertamente había una tendencia a sexos de diferentes tamaños.